# Boneh-ye Mollā Aḩmad
Boneh-ye Mollā Aḩmad (persiska: بنه ملا احمد) är en ort i Iran.   Den ligger i provinsen Khuzestan, i den centrala delen av landet, 500 km söder om huvudstaden Teheran. Boneh-ye Mollā Aḩmad ligger 181 meter över havet och antalet invånare är 358.
Terrängen runt Boneh-ye Mollā Aḩmad är platt åt sydväst, men åt nordost är den kuperad. Runt Boneh-ye Mollā Aḩmad är det ganska tätbefolkat, med 58 invånare per kvadratkilometer. Närmaste större samhälle är Rāmhormoz, 2,9 km nordväst om Boneh-ye Mollā Aḩmad. Omgivningarna runt Boneh-ye Mollā Aḩmad är i huvudsak ett öppet busklandskap.